# Fiat 501
El Fiat 501 es un automóvil fabricado por la empresa italiana Fiat desde 1919 hasta 1926. Se trata del primer modelo de Fiat producido tras la I Guerra Mundial.

## Historia
El modelo fue presentado en 1919 en el Salón del Automóvil de Turín y se produjeron unas 65 000 unidades en diversos estilos y carrocerías.
En 1921 se lanzó el modelo 501 S, que estaba disponible en 3 tipos de carrocerías: Sportiva Torpedo, Spider, y Sportiva Spider (SS). Aunque este modelo poseía una motorización más potente, solo se produjeron unas 2600 unidades.
También se construyó una versión de competición, que montaba un motor de 1489 cc, con leva especial, freno en las cuatro ruedas, y 55 CV de potencia a 4500 rpm.
Entre sus triunfos se encuentra la Targa Florio de 1921.
El modelo fue sustituido por el Fiat 502, tras una producción de casi 70 000 ejemplares

## Especificaciones
- Motor:

1. 4 cilindros en línea con 1460 cc
2. Válvulas laterales
3. 23 CV a 2.600 rpm, “S” 26,5 CV, “SS” 30 CV

- Suspensión:

1. Delantera: Eje rígido con elásticos laterales
2. Trasera: Eje rígido con elásticos laterales
3. Distancia entre ejes: 2650 mm.
4. Trocha (delantera / trasera): 1250 mm / 1250 mm.

- Frenos:	Tambores delanteros.

- Caja de cambios: 4 velocidades manual.

- Peso:

1. Berlina: 1000 kg
2. Torpedo: 900 kg.

- Velocidad máxima: 70 km/h.